# Kilchsperger
Kilchsperger ist der Name einer alten Zürcher Familie, die seit dem Jahr 1512 das Bürgerrecht der Stadt Zürich geniesst.
Die ersten Kilchsperger in Zürich waren Metzger und daher Zünfter zum Widder. Obwohl der Beruf des Metzgers in der Familie an Bedeutung verlor und für rund 350 Jahre kein Familienmitglied den Beruf des Metzgers erlernte, waren auch später einige Mitglieder dieser Zunft. So war beispielsweise Heinrich Kilchsperger (1726–1805), der letzte Bürgermeister des alten Zürich, Zünfter zum Widder.
Das neuere Wappen der Familie Kilchsperger zeigt einen Widder auf einem Dreiberg sowie drei Sterne. Der Widder wurde wahrscheinlich aus dem Wappen der Zunft übernommen.

## Bekannte Familienmitglieder
- Heinrich Kilchsperger, letzter Bürgermeister des alten Zürich.
- Roman Kilchsperger, Schweizer Fernsehmoderator.